# Ném bom đưa đón
Ném bom đưa đón là một chiến thuật ném bom với cách thức máy bay ném bom bay từ căn cứ đến ném bom vào vị trí mục tiêu đầu tiên và tiếp tục bay đến một địa điểm khác, ở địa điểm đó chiếc máy bay sẽ được tiếp nhiên liệu và được trang bị lại. Máy bay sau đó có thể ném bom vào vị trí mục tiêu thứ hai trên chặng đường trở về căn cứ của ban đầu. Một số ví dụ về các hoạt động đã sử dụng chiến thuật này là:
- Chiến dịch Bellicose, tháng 6 năm 1943: Nhiệm vụ ném bom đưa đón đầu tiên trong Thế chiến II, do Không quân Hoàng gia Anh (RAF) thực hiện. Vào đêm 20/21 tháng 6, các máy bay ném bom RAF đã rời khỏi căn cứ của họ ở Vương quốc Anh và ném bom Friedrichshafen, hạ cánh ở Algérie, nơi đó họ được tiếp nhiên liệu và tái trang bị. Trong lượt bay về, họ đã ném bom căn cứ hải quân của Ý tại La Spezia.[4][5]
- Nhiệm vụ Schweinfurt–Regensburg, 17 tháng 8 năm 1943: Phi đội Cánh ném bom số 4 của Không lực 8 sử dụng B-17 được trang bị "Thùng dầu Tokyo" cho tầm bay xa hơn, họ tấn công các nhà máy sản xuất Messerschmitt Bf 109 ở Regensburg và sau đó bay vào căn cứ ở Bône, Berteaux và Telergma (Algérie).[6] Hầu hết các máy bay bị hư hại đều bị mắc kẹt ở lại do các cơ sở sửa chữa kém ở Algeria và một số máy bay trong số chúng không bao giờ được đưa trở lại phục vụ.[7] Tám ngày sau, vào ngày 24 tháng 8, trên đường trở về căn cứ của họ ở Vương quốc Anh, những chiếc B-17 còn sống sót đã ném bom các mục tiêu ở Bordeaux.
- Hoạt động Frantic, từ tháng 6 đến tháng 9 năm 1944: Đây là một loạt các cuộc không kích được tiến hành bởi Không lực Mỹ, máy bay ném bom có căn cứ tại Anh hoặc Địa Trung Hải, sau chuyến ném bom sẽ hạ cánh tại căn cứ được xây dựng bởi những người Mỹ ở Ukraine thuộc Liên bang Xô viết.[8] Đây là một chiến dịch quân sự, nó thực hiện 18 cuộc tấn công mạnh mẽ vào các mục tiêu chiến lược quan trọng ở Đức.[9]
- Cầu hàng không Warsaw, tháng 8 đến tháng 9 năm 1944: Trong Khởi nghĩa Warszawa các căn cứ không quân Frantic được sử dụng cho một cuộc thả dù hỗ trợ quân Ba Lan chiến đấu trong thành phố. Vào ngày 17 tháng 9 năm 1944, 70 chiếc B-17 và 57 chiếc P-51 đã bay mà không có bom, bay từ Ý và hạ cánh an toàn tại Vương quốc Anh. Vào ngày 18 tháng 9, 107 trong số 110 chiếc B-17 đã thả 1.248 container tiếp tế cho lực lượng Ba Lan tại Warsaw và bay tới Liên Xô, mất một chiếc B-17 cùng với 7 chiếc bị hư hại. Ngày hôm sau, 100 chiếc B-17 và 61 chiếc P-51 rời Liên Xô và ném bom sân bãi đầm lầy tại Szolnok ở Hungary khi họ trở về căn cứ ở Ý.[10]
- Chiến dịch Paravane, tháng 9 năm 1944: có một biến thể về khái niệm này. Vào ngày 11 tháng 9 năm 1944 Phi đội số 9 RAF và Phi đội số 617 RAF bay từ căn cứ của họ ở Scotland đến một căn cứ tạm thời tại Yagodnik, gần Archangel ở Liên Xô. Từ đó, vào ngày 15 tháng 9, họ ném bom tàu chiến Tirpitz của Đức trong một vịnh hẹp Na Uy và tiếp tục quay trở lại Scotland.

Trong khi ném bom đưa đón mang lại một số lợi thế, cho phép các mục tiêu ở xa bị tấn công và làm phức tạp các thỏa thuận phòng thủ của phe Trục, nó đặt ra một số khó khăn thực tế, nhất là mối quan hệ khó xử giữa Đồng minh phương Tây và Liên Xô. Các hoạt động được kết thúc vào tháng 9 năm 1944 sau một thời gian ba tháng và không lặp lại.